# Walter Long (Schauspieler)

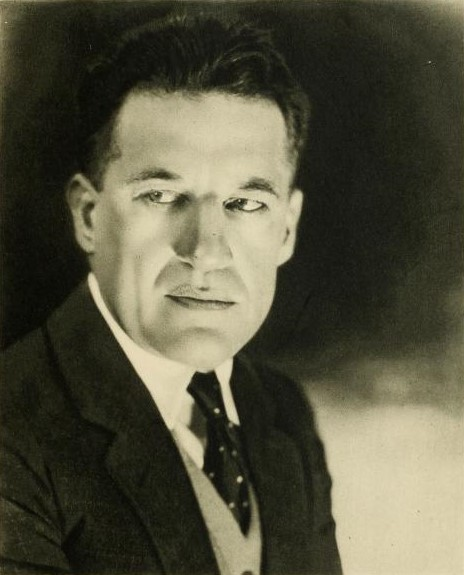
Walter Long (1924)

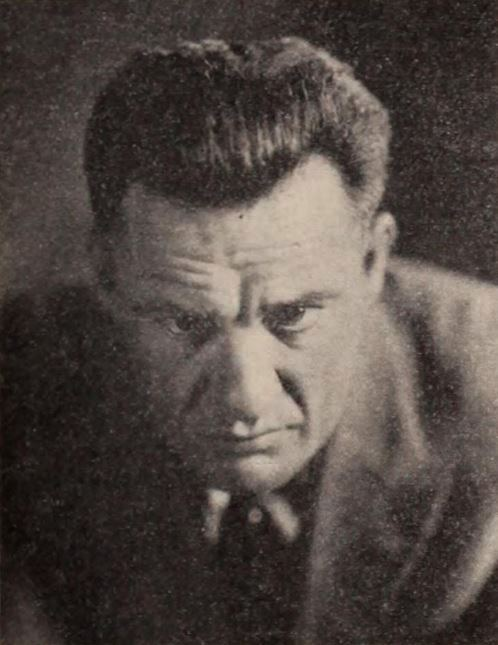
Walter Long im Exhibitors Herald (1920)

Walter Huntley Long (* 5. März 1879 in Nashua, New Hampshire; † 4. Juli 1952 in Los Angeles, Kalifornien) war ein US-amerikanischer Schauspieler, welcher besonders häufig grimmige Schurken verkörperte.

## Leben
Long begann seine Filmkarriere bei der New Yorker Filmgesellschaft Biograph, wo er 1910 in David Wark Griffiths The Fugitive seinen ersten Filmauftritt hatte. Bis Mitte der 1910er-Jahre spielte er zahlreiche Nebenrollen, auch regelmäßig unter Regie von Griffith. Wegen seines grimmigen Aussehens spezialisierte er sich bereits früh auf Schurkenrollen. Seine bekannteste Rolle der Stummfilmära spielte er in Blackface: In Griffiths rassistischem Bürgerkriegs-Epos Die Geburt einer Nation (1915) übernahm er die Rolle des befreiten Sklaven Gus, wegen dessen sexueller Belästigungen sich eine weiße Frau in den Tod stürzt. Auch in den 1920er-Jahren setzte er seine Karriere als Nebendarsteller in meist exotischen oder schurkenhaften Rollen fort, beispielsweise in Der Scheich neben Rudolph Valentino.
Mit Beginn des Tonfilmes Ende der 1920er-Jahre wurden Longs Rollen zunehmend kleiner. Größere Parts verkörperte er in fünf Filmen mit Laurel und Hardy, beispielsweise als Gangsterboss in Hinter Schloss und Riegel (1931) oder auch als rauer Schiffskapitän in The Live Ghost (1934). Insgesamt war Walter Long zwischen 1910 und 1948 in über 200 Kinofilmen zu sehen, in den Jahren vor seinem Tod übernahm er noch ein paar Fernsehrollen.
Walter Long war verheiratet mit der Schauspielerin Luray Roble, bis diese 1918 an der Spanischen Grippe mit nur 28 Jahren starb. In den beiden Weltkriegen war er als Homeguard verpflichtet. Er starb 1952 mit 73 Jahren an einem Herzinfarkt.

## Filmografie (Auswahl)
- 1910: The Fugitive
- 1915: Die Geburt einer Nation (The Birth of a Nation)
- 1916: Daphne and the Pirate
- 1916: Intoleranz (Intolerance)
- 1916: Joan the Woman
- 1919: The Poppy Girl’s Husband
- 1920: The Sea Wolf
- 1921: Der Scheich (The Sheik)
- 1922: Das Piratenschiff (Moran of the Lady Letty)
- 1922: South of Suva
- 1922: Blut und Sand (Blood and Sand)
- 1922: Shadows
- 1923: Im Schoße der Erde, oder Die Katastrophe auf der Zeche Osten (Little Church Around the Corner)
- 1923: Die Insel der verlorenen Schiffe (The Isle of Lost Ships)
- 1923: The Call of the Wild
- 1923: The Shock
- 1924: Hoot Gibson, der Rächer der Berge (The Ridin’ Kid from Powder River)
- 1925: Amor im Wolkenkratzer (The Shock Punch)
- 1925: Raffles, der Juwelenmarder (Raffles)
- 1927: Rivalen des Ozeans (The Yankee Clipper)
- 1927: Chicago
- 1929: Die schwarze Garde (The Black Watch)
- 1930: Moby Dick
- 1931: Die Frau meines Freundes (Other Men’s Women)
- 1931: Sea Devils
- 1931: Laurel und Hardy – Hinter Schloss und Riegel (Pardon Us)
- 1931: Die Frau meines Freundes (Other Men's Women)
- 1932: Call Her Savage
- 1932: Laurel und Hardy – Gehen vor Anker (Any Old Port!)
- 1932: Ich bin ein entflohener Kettensträfling (I Am a Fugitive from a Chain Gang)
- 1932: Silberdollar (Silver Dollar)
- 1932: Call Her Savage
- 1934: Geheimagent 13 (Operator 13)
- 1934: Zwei Herzen auf der Flucht (Fugitive Lovers)
- 1934: Die Rothschilds (The House of Rothschild)
- 1934: Der dünne Mann (The Thin Man)
- 1934: Laurel und Hardy –  Der große Fang (Going Bye Bye)
- 1934: Laurel und Hardy: The Live Ghost
- 1934: Sechs von einer Sorte (Six of a Kind)
- 1935: Annie Oakley
- 1935: Stadtgespräch (The Whole Town’s Talking)
- 1935: Frisco Kid
- 1936: Zorro – der tollkühne Caballero (The Bold Caballero)
- 1937: Dick Tracy
- 1937: Sternschnuppen (Pick a Star)
- 1939: Union Pacific
- 1939: Der unheimliche Rächer (Flaming Lead)
- 1940: Schwarzes Kommando (Dark Command)
- 1941: Ridin’ on a Rainbow
- 1945: Jagd auf Dillinger (Dillinger)
- 1948: No More Relatives (Kurzfilm)
- 1950: Kleine Spiele aus Übersee (Fireside Theater, Fernsehserie, Folge 3x10)